# أنس الزبون
أنس الزبون، لاعب كرة قدم أردني في صفوف نادي العربي وكان سابقا يلعب لنادي الحسين إربد والمنتخب الأردني برز في المنتخب الأردني أيام المدرب المصري الكبير محمود الجوهري. شارك مع المنتخب الأردني في نهائيات كأس آسيا سنة 2004 في الصين حيث كانت أول مشاركة للمنتخب الأردني في التاريخ الآسيوي وبرز المنتخب الأردني كمفاجأة الدورة حيث وصل للدور الربع النهائي قبل أن يصطدم بالمنتخب الياباني في الربع النهائي ويزيحه بضربات الجزاء تألق أنس في تلك الدورة حيث سجل ضد الكويت الهدف الأول وأنتهت المباراة بفوز الأردن بهدفين دون رد

## وصلات خارجية
- أنس الزبون على موقع قاعدة بيانات كرة القدم.إي يو (الإنجليزية)
- أنس الزبون على موقع ناشيونال فوتبول تيمز (الإنجليزية)